# Ravens de Carleton
Les Ravens de Carleton sont les équipes sportives représentant l'Université Carleton. La majorité des équipes évoluent dans les Sports universitaires de l'Ontario, mais l'équipe de hockey féminin et l'équipe de rugby évoluent dans le RSÉQ.